# Sangre de mayo
Sangre de mayo es una película española de 2008 de género histórico dirigida por José Luis Garci.
El argumento está basado en dos de los Episodios nacionales de Benito Pérez Galdós, La Corte de Carlos IV y El 19 de marzo y el 2 de mayo, en los que se cuenta el levantamiento del pueblo de Madrid contra el ejército francés acuartelado en la ciudad, el  2 de mayo de 1808. Los hechos inspiraron a Goya los cuadros Los fusilamientos del tres de mayo y La carga de los mamelucos en la Puerta del Sol.
La película fue encargada por la presidenta de la Comunidad de Madrid, Esperanza Aguirre, para conmemorar el bicentenario de la insurrección contra las tropas del general Murat. 
Fue producida por Nickel Odeón Dos y Telemadrid.
De las películas españolas estrenadas en 2008, Sangre de Mayo ocupó la posición 21, con 126.905 espectadores y 738.707,31€ de recaudación.
Obtuvo siete candidaturas para los Premios Goya de 2009.
La película fue también una de las tres candidatas por España a optar al Premio Óscar, a la película extranjera.

## Rodaje
La película se rodó en diversos lugares de la Comunidad de Madrid, el distrito Centro de Madrid y Torrelaguna.

## Reparto
| Actor/Actriz            | Personaje                           |
| ----------------------- | ----------------------------------- |
| Quim Gutiérrez          | Quim Gutiérrez - Gabriel            |
| Francisco Algora        | Escritor Comella                    |
| Víctor Anciones         | Finito                              |
| Daniel Poza Arahuetes   | General francés                     |
| Juan Calot              | Marqués                             |
| José Carabias           |                                     |
| Nacho Carballo          | Capitán Español                     |
| Lia Chapman             | Sirvienta de Anastasia              |
| Alfonso Delgado         | Señor Burguillos                    |
| Paula Echevarría        | Inés                                |
| Ana Escribano           |                                     |
| Manuel Galiana          | Don Celestino                       |
| Saturnino García        | Moribundo                           |
| Fernando Guillén Cuervo | Regente de imprenta                 |
| Fernando Guillén        | Señor León Lobo Cordero             |
| Carlos Hipólito         |                                     |
| Lucía Jiménez           | Plata                               |
| María Kosty             | Doña Pepita                         |
| Ramón Langa             | Juan de Mañara                      |
| Carlos Larrañaga        | Isidoro Máiquez                     |
| Ramón Lillo             | Mayordomo Matías                    |
| Natalia Millán          | Anastasia                           |
| Valentín Paredes        |                                     |
| Fernando Prados         |                                     |
| Miguel Rejas            | Capitán francés                     |
| Miguel Rellán           | Mauro Requejo                       |
| Jorge Roelas            | Lopito                              |
| Silvia Sanabria         |                                     |
| Bárbara Santa-Cruz      | Mesonera del ventorro de la morería |
| Nayra Sanz Fuentes      |                                     |
| Tina Sáinz              | Doña Restituta                      |
| Manuel Tejada           | Godoy                               |
| Iván Trasgu             | Granadero francés                   |
| Manuela Velasco         |                                     |
| Enrique Villén          | Paco 'El Chispas'                   |

## Premios y candidaturas
XXIII edición de los Premios Goya
| Categoría                     | Persona                            | Resultado |
| ----------------------------- | ---------------------------------- | --------- |
| Mejor actriz de reparto       | Tina Sainz                         | Nominada  |
| Mejor fotografía              | Félix Monti                        | Nominado  |
| Mejor dirección artística     | Gil Parrondo                       | Nominado  |
| Mejor diseño de vestuario     | Lourdes de Orduña                  | Nominada  |
| Mejor maquillaje y peluquería | Romana González Alicia López       | Nominadas |
| Mejor sonido                  | Miguel Rejas José Antonio Bermúdez | Nominados |
| Mejores efectos especiales    | Juan Ramón Molina Alberto Nombela  | Nominados |

64.ª edición de las Medallas del Círculo de Escritores Cinematográficos
| Categoría               | Persona                           | Resultado |
| ----------------------- | --------------------------------- | --------- |
| Mejor película          | Mejor película                    | Nominada  |
| Mejor director          | José Luis Garci                   | Nominado  |
| Mejor actor secundario  | Miguel Rellán                     | Nominado  |
| Mejor actriz secundaria | Tina Sáinz                        | Nominada  |
| Mejor guion adaptado    | José Luis Garci Horacio Valcárcel | Nominados |
| Mejor fotografía        | Félix Monti                       | Ganador   |
| Mejor música            | Pablo Cervantes                   | Nominado  |